# Никоненко, Виктор Васильевич
Никоненко Виктор Васильевич (1 февраля 1953, Ленинград, РСФСР) — российский химик, профессор, доктор химических наук, руководитель научной группы лаборатории «Ионообменные мембраны и процессы» Кубанского государственного университета.

## Биография
Виктор Васильевич Никоненко родился 1 февраля 1953 года в городе Ленинграде.
Детство и отрочество он провёл в небольшом городке Автономной Адыгейской области.
По окончании школы поступил в единственный в столице Адыгеи педагогический
институт. Талантливого студента приметил Николай Петрович Гнусин — основатель
направления «мембранная электрохимия» в России. Он способствовал переводу В.В.
Никоненко на математический факультет Кубанского государственного университета и
вовлёк его в разработку фундаментальных основ электромембранных технологий. С 1973 года и по сей день Виктор Васильевич трудится на кафедре физхимии КубГУ. Сейчас он — профессор, заведующий отделом Явлений переноса НИИ Мембран КубГУ,
ассоциированный профессор Европейского Института Мембран научно-технического
университета Монпелье−2, Университета Париж-Восток (Франция) и Университета
Лаваля (Квебек, Канада).

## Научная деятельность
В. В. Никоненко известен в научной общественности как высококвалифицированный специалист в области мембранной электрохимии. Его научные исследования направлены на получение новых знаний о процессах переноса в мембранных системах, решение актуальных проблем в области электромембранных процессов, выявление фундаментальных закономерностей и их практическое применение в электродиализе с целью повышения ресурсо- и энергоэффективности.
Сферой его научных интересов являются мембраны и мембранные технологии,
изготовление и модификация ионообменных мембран, процессы переноса в мембранных
системах, переработка водных и газовых смесей с помощью ионообменных мембран. При
его руководстве и непосредственном участии развита иерархическая система
математических моделей, отражающих особенности процесса переноса на разных
пространственных уровнях. Микрогетерогенная модель мембраны позволяет связать
кинетические параметры мембраны с её структурой на уровне малого элемента объёма.
Трехслойные модели описывают влияние диффузионных погранслоев на одномерный
транспорт ионов через мембраны. Двумерные конвективно-диффузионные модели
рассматривают динамику процесса переноса в длинных мембранных каналах с учётом
гидродинамики прокачиваемого раствора. Выполнено несколько работ по изучению
сопряжения процесса переноса и химических реакций. Значительным является вклад в
выяснение механизмов переноса ионов при интенсивных токовых режимах
электродиализа.
Эти исследования осуществлены в рамках более 40 проектов РФФИ, 6 контрактов федеральных целевых программ РФ и около 20 международных проектов (РФФИ-НЦНИ, PICS, INTAS, FP7 и др.).
Никоненко В. В. получено 20 патентов на изобретения и опубликовано более 250
научных работ, в том числе 2 монографии и 239 статей, индексируемых международными
информационными базами (Web of Science, Scopus и др.). По данным этих баз
суммарное количество цитирований этих работ достигло 6500, а h-индекс (индекс Хирша) равен 45. Наибольшее распространение получила микрогетерогенная модель. Ею
пользуются исследователи Европы, США, Канады, Индии, Бразилии, Кореи, и других
стран, работающие в области синтеза новых мембранных материалов и изучающие
процессы их деградации в условиях промышленной эксплуатации. Результаты
математического моделирования транспорта ионов и последние исследования механизмов
сверхпредельного переноса в системах с ионообменными мембранами (в частности
явления электроконвекции) обобщены в обзоре 2010 года, опубликованном в журнале
«Advances in Colloid and Interface Science» и в 2-х главах коллективной монографии «Ionic Interactions in Natural and Synthetic Macromolecules» издательства Wiley (научные редакторы А. Циферри и А. Перисо). Эти публикации рекомендованы в качестве учебного пособия студентам Массачусетского технологического института, которые
специализируются в данной области.
В. В. Никоненко впервые в мире разработан комплексный подход, включающий математические модели и экспериментальные методики исследования явлений, протекающих при электродиализной очистке водных растворов. Установлено, что основную роль в приросте массопереноса играет электроконвекция. Раскрыты детали механизма этого явления, предложены способы модификации поверхности мембран, усиливающие (или ослабляющие) электроконвекцию. Тем самым сделан вклад в развитие теории переноса ионов через ионообменные мембраны в интенсивных токовых режимах. Другим направлением исследований В. В. Никоненко является выяснение отношений «структура-свойства» для ионообменных мембран. В частности, получены новые результаты о механизме влияния наночастиц, внедренных в структуру мембран, на их физико-химические свойства.
При выполнении проекта Федеральной Целевой Программы РФ 2017—2019 гг. «Разработка новых каталитических мембранных реакторов для водородной энергетики, водоподготовки и „зеленой“ химии» В. В. Никоненко были разработаны новые ионообменные мембраны с повышенной селективностью, предназначенные для переработки природных вод и промышленных стоков. Оценки показывают, что себестоимость процесса очистки вод низкой средней солености с применением новых мембран может быть снижена на 15 — 20 %. Указанная разработка получила серебряную медаль на выставке в рамках салона изобретений и инновационных технологий «Архимед-2020» (г. Москва), а также золотую медаль и кубок на XV Международном салоне изобретений и новых технологий «Новое время» (г. Севастополь). Новые мембраны перспективны для очистки шахтных сточных вод при добыче нефти, газа и др. ископаемых. С учётом огромного объёма такого рода промышленных вод, экономический эффект может быть очень весомым. Особенно значимым может быть социальный эффект, поскольку использование мембранных технологий для обезвреживания сточных вод позволило бы существенно улучшить экологическую обстановку в регионах добычи полезных ископаемых. Новые мембраны могут также найти применение для переработки молочных продуктов, соков, кондиционирования вин на предприятиях Краснодарского края, где уже используются мембранные технологии.
За годы исследовательской работы под руководством В. В. Никоненко сформировалась научная школа в области математического моделирования мембранных процессов. Уникальность развиваемого подхода состоит в том, что метод математического моделирования, успешно дополняя экспериментальные исследования, эффективно используется для выявления новых закономерностей в науке о мембранах. Такой подход позволяет получать более обоснованную и более детальную информацию о механизмах явлений, наблюдаемых в мембранных системах. Подход является весьма плодотворным, давая возможность получать не только фундаментальные знания, но и приводя к новым техническим решениям: разработаны новые мембраны и мембранные устройства, защищенные многочисленными патентами РФ. При активном содействии В. В. Никоненко на государственном уровне создана российско-французская лаборатория по физико-химии мембран, в которую совместно с учёными ФГБОУ ВО «КубГУ» входят сотрудники Национального центра научных исследований Франции. Являлся руководителем со стороны ФГБОУ ВО «КубГУ» проекта Седьмой рамочной программы Евросоюза Мероприятия «Мари Кюри», обмен исследовательским персоналом на международном уровне, что способствовало дополнительному развитию международной деятельности ФГБОУ ВО «КубГУ» в области науки, в том числе повышению квалификации педагогического персонала за счет стажировок в ведущих мировых вузах. Под его руководством защищено 18 кандидатских и 1 докторская диссертации; ведётся подготовка 3 аспирантов и 1 соискателя учёной степени доктора наук.
Никоненко В. В. имеет Благодарность Американского Химического Общества за
ценный вклад в рецензирование статей, направляемых в издаваемые им журналы (2011 г.); ему присвоено почётное звание «Почётный работник высшего профессионального
образования РФ» (2010 г.); он награждён золотой медалью Европейской научно-промышленной палаты за фундаментальные исследования в области теории мембран и их
применения (2012 г.).

## Награды и звания
- Лауреат Общенациональной премии Российского Профессорского собрания «ПРОФЕССОР ГОДА 2022» в номинации «Химические науки»[8]
- Почетное звание «Заслуженный деятель науки Кубани» (2021)
- Офицер Ордена Академических пальм (Officier des Palmes académiques), за заслуги в образовании и науке, Франция (2016)[9][10]
- Почётный доктор (Honoris Causa) Университета Монпелье-2, Монпелье, Франция (2014)[11]
- Ассоциированный профессор (Associated professor), Университет Лаваля, Квебек, Канада (с 2012)[12]
- Почетное звание Минобрнауки России «Почетный работник высшего профессионального образования Российской Федерации» (2011)